# Комісар міліції 3-го рангу
Комісар міліції 3-го рангу — спеціальне звання вищого начальницького складу міліції НКВС та МВС СРСР в 1943–1973 роках.
Дорівнювало званню комісар державної безпеки в ГУДБ НКВС СРСР, генерал-майору в військах НКВС та у Червоній армії.
Це спеціальне звання за рангом знаходилося нижче від комісара міліції 2-го рангу і вище від полковника міліції.

## Історія звання
В 1943 році відбувається чергова реформа в органах НКВС. 9 лютого 1943 року, Указом Президії Верховної Ради СРСР «Про звання начальницького складу органів НКВС і міліції» замість попередніх спеціальних звань в міліції були введені нові, що збігалися з військовими званнями. Якщо у молодшого, середнього та старшого начальницьких складів звання стали відповідати армійським, то вищий начальницький склад отримав особливі спеціальні звання (в збройних силах ще в 1940 році були введені генеральські звання). Для вищого начальницького складу були введені особливі спеціальні звання комісарів міліції 1, 2 та 3 рангів.
У 1973 році на виконання рішення Президії ВР СРСР і РМ СРСР Наказом МВС СРСР № 350 від 15.11.1973 року комісарів міліції переатестовано на генералів міліції. Спеціальні звання «комісар міліції 1-го, 2-го і 3-го рангу» скасовувалися, їх носіям присвоювалися відповідні генеральські звання «генерал-майор міліції» (які мали спецзвання «комісар міліції 3-го рангу») і «генерал-лейтенант міліції» («комісар міліції 2-го рангу»). Співробітників, що на той момент мали спеціальне звання «комісар міліції 1-го рангу» були відсутні, тому спецзвання «генерал-полковник міліції» в 1973 році нікому не надавалося.

## Знаки розрізнення
В 1943 році згідно з наказом № 126 від 18 лютого відповідно Указу Президії Верховної Ради від 9 лютого 1943 року «О введенні нових знаків розрізнення для особового складу органів і військ НКВС» вводяться нові однострої, та нові знаки розрізнення. Замість петлиць вводяться погони на яких стали розміщуватися знаки розрізнення. Також відбувається уніфікація спеціальних звань з військовими. Комісари міліції мали шестикутні погони вкриті срібним галуном, центральний галун (йшов зигзагом) мав всередині бірюзову смугу. Канти погонів були також бірюзові, а колір зірочок та ґудзиків протилежним кольору поля погон, золотим. Комісари міліції 3-го рангу, відповідно до армійських генерал-майорів мали на погонах по одній п'ятипроменевій зірці.
Наказом МВС СРСР № 0553 від 12.09.1947 року було змінено однострої працівників міліції, базовим кольором одностроїв залишився синій, але змінилися прикладні кольори: бірюзовий змінюється на червоний, а срібло на золото.
Наказом МВС СРСР № 10 від 03.01.1958 року, відбувається чергова зміна одностроїв працівників міліції. Погони нового зразка до відкритого кітелю, пришивні, п'ятикутні, зі скошеним верхом, галун, забарвлення, розташування і колір знаків розрізнення — без змін. Погони до сорочки (для носіння в жарку пору без кітеля) — шестикутні, підпряжні, блакитного кольору, без окантовок, зірочки жовтого металу.
Наказом МВС СРСР № 230 від 3.06.1969 року особовому складу міліції вводилися нові однострої темно-сірого кольору («маренго») замість синього. Скасовувалося використання подвійного (срібного і золотого) приладового металу — тепер все кокарди, ґудзики, шиття, емблеми, знаки розрізнення виконувалися тільки в золоченому варіанті. Погони до сорочок тепер виконувалися з малюнком галуну. Для всіх кітелів начальницького і рядового складу введені погони нового типу: в формі прямокутника із закругленою верхньою стороною, біля верхнього краю погона — мала формений ґудзик. У комісарів міліції вигляд погонів, крім кольору, не змінився.
Комісар міліції 3-го рангу
| 1943 | 1947 | 1958 | 1958 | 1965 | 1965 | 1969 | 1969 | 1969 | 1969 |
| ---- | ---- | ---- | ---- | ---- | ---- | ---- | ---- | ---- | ---- |
|      |      |      |      |      |      |      |      |      |      |

## Носії
| Молодше звання: Полковник міліції | ГУРСМ НКВС/МВС СРСР 1943-1973 Комісар міліції 3-го рангу | Старше звання Комісар міліції 2-го рангу |